# スタディオン・スヴェティ・ペタル・ツェティニスキ
スタディオン・スヴェティ・ペタル・ツェティニスキ（セルビア語: Stadion Sveti Petar Cetinjski）は、モンテネグロ・ツェティニェに所在するサッカー専用スタジアムである。

## 歴史
ツェティニェのサッカースタジアムの歴史は1913年に遡り、この年にスタジアムが完成している。1943年から1957年にかけてツェティニェ修道院によって新たな地にスタジアムが建設され、スタジアムは実質的に移転した。1957年8月にこけら落としが行われ、対戦カードはユーゴスラビア・ドルガ・リーガのFKロヴチェン対NK GOŠK＝ドゥブロヴニク1919戦であった。
1971年に行われたユーゴスラビアカップ・FKロヴチェン対NKディナモ・ザグレブ戦で6500人の観客が入り、歴代最高記録となった。
2014年にスタジアムの建て直し計画が策定され、2017年から工事が行われた。新スタジアムの名称はペタル1世の名に由来し、欧州サッカー連盟の基準を満たす5192人収容のスタジアムとなった。建設費は900万ユーロで、2022年に開設した。

## 使用者
以下のクラブが本拠地として利用している。
- 1957年 - :FKロヴチェン
- 1957年 - :FKツェティニェ
- 2010年 - :ŽFKロヴチェン